# Método do domínio fictício
Em matemática, o Método do domínio fictício é um método para encontrar as soluções de uma equação diferencial parcial em um domínio complicado {\displaystyle D}, substituindo um dado problema em um domínio {\displaystyle D} por um novo problema em um domínio simples {\displaystyle \Omega } contendo {\displaystyle D}

## Formulação Geral
Considere uma área {\displaystyle D\subset \mathbb {R} ^{n}} na qual queiramos encontrar a solução {\displaystyle u(x)} da equação:
{\displaystyle Lu=-\phi (x),x=(x_{1},x_{2},\dots ,x_{n})\in D}
com Condições de fronteira:
{\displaystyle lu=g(x),x\in \partial D\,}
A ideia do método do domínio fictício é basicamente substituir um problema dado em um domínio {\displaystyle D}, por um novo problema em um simples  domínio {\displaystyle \Omega } contendo {\displaystyle D} ({\displaystyle D\subset \Omega }). Por exemplo, podemos escolher um paralelepípedo n-dimensional  como {\displaystyle \Omega }.
Problema no domínio {\displaystyle \Omega } para a nova solução {\displaystyle u_{\epsilon }(x)}:
{\displaystyle L_{\epsilon }u_{\epsilon }=-\phi ^{\epsilon }(x),x=(x_{1},x_{2},\dots ,x_{n})\in \Omega }
{\displaystyle l_{\epsilon }u_{\epsilon }=g^{\epsilon }(x),x\in \partial \Omega }
É necessário levar o problema a uma área estendida para que as seguintes condições sejam satisfeitas:
{\displaystyle u_{\epsilon }(x){\xrightarrow[{\epsilon \rightarrow 0}]{}}u(x),x\in D\,}

## Exemplo simples, problema unidimensional
{\displaystyle {\frac {d^{2}u}{dx^{2}}}=-2,\quad 0<x<1\quad (1)}
{\displaystyle u(0)=0,u(1)=0\,}

### Prolongamento pelos coeficientes principais
{\displaystyle u_{\epsilon }(x)} solução do problema:
{\displaystyle {\frac {d}{dx}}k^{\epsilon }(x){\frac {du_{\epsilon }}{dx}}=-\phi ^{\epsilon }(x),0<x<2\quad (2)}
O coeficiente descontínuo {\displaystyle k^{\epsilon }(x)} e o lado direito da equação anterior obtemos das expressões:
{\displaystyle k^{\epsilon }(x)={\begin{cases}1,&0<x<1\\{\frac {1}{\epsilon ^{2}}},&1<x<2\end{cases}}}
{\displaystyle (3)}
{\displaystyle \phi ^{\epsilon }(x)={\begin{cases}2,&0<x<1\\2c_{0},&1<x<2\end{cases}}}
Condições de fronteira:
{\displaystyle u_{\epsilon }(0)=0,u_{\epsilon }(1)=0}
Condições de conexão no ponto {\displaystyle x=1}:
{\displaystyle [u_{\epsilon }(0)]=0,\ \left[k^{\epsilon }(x){\frac {du_{\epsilon }}{dx}}\right]=0}
onde {\displaystyle [\cdot ]} significa:
{\displaystyle [p(x)]=p(x+0)-p(x-0)\,}
A equação (1) tem solução analítica portanto podemos facilmente obter o erro:
{\displaystyle u(x)-u_{\epsilon }(x)=O(\epsilon ^{2}),\quad 0<x<1}

### Prolongamento por coeficientes de ordem mais baixa
{\displaystyle u_{\epsilon }(x)} solução do problema:
{\displaystyle {\frac {d^{2}u_{\epsilon }}{dx^{2}}}-c^{\epsilon }(x)u_{\epsilon }=-\phi ^{\epsilon }(x),\quad 0<x<2\quad (4)}
Onde {\displaystyle \phi ^{\epsilon }(x)} pegamos como em (3), e a expressão para {\displaystyle c^{\epsilon }(x)}
{\displaystyle c^{\epsilon }(x)={\begin{cases}1,&0<x<1\\{\frac {1}{\epsilon ^{2}}},&1<x<2\end{cases}}}
como condições de fronteira para a equação (4) assim como para (2).
Condições de conexão do ponto {\displaystyle x=1}:
{\displaystyle [u_{\epsilon }(0)]=0,\ \left[{\frac {du_{\epsilon }}{dx}}\right]=0}
Erro:
{\displaystyle u(x)-u_{\epsilon }(x)=O(\epsilon ),\quad 0<x<1}

## Literatura
- P.N. Vabishchevich, The Method of Fictitious Domains in Problems of Mathematical Physics, Izdatelstvo Moskovskogo Universiteta, Moskva, 1991.
- Smagulov S. Fictitious Domain Method for Navier–Stokes equation, Preprint CC SA USSR, 68, 1979.
- Bugrov A.N., Smagulov S. Fictitious Domain Method for Navier–Stokes equation, Mathematical model of fluid flow, Novosibirsk, 1978, p. 79–90